# Школи економічної думки
В історії економічної думки школа економічної думки - це група економічних мислителів, які поділяють або поділяли спільні погляди на те, як працює економіка. Хоча економісти не завжди вписуються в певні школи, особливо в наш час, класифікація економістів за школами є загальноприйнятою. Економічну думку можна умовно поділити на три етапи: стародавній, домодерний (греко-римська, індійська, перська, ісламська та імперська китайська), передсучасний, ранньомодерний (меркантилісти, фізіократи) та сучасний (починаючи з Адама Сміта та класичної економіки наприкінці 18 століття). Систематична економічна теорія розвивається переважно з початку того, що називають сучасною епохою.
В даний час переважна більшість економістів дотримуються підходу, який називається мейнстрімною економікою (іноді його називають "ортодоксальною економікою"). Економісти, як правило, спеціалізуються на макроекономіці, тобто на загальних аспектах економіки в цілому, та мікроекономіці, тобто на конкретних ринках чи суб'єктах.
В рамках макроекономічного мейнстріму в США можна розрізняти "солоноводних" економістів та більш ліберальних "прісноводних" економістів (див. розділ у Мейнстрімна економіка). Однак існує широка згода щодо важливості загальної рівноваги, методології, пов'язаної з моделями, що використовуються для певних цілей (наприклад, статистичні моделі для прогнозування, структурні моделі для контрфактуального аналізу тощо), а також важливості моделей часткової рівноваги для аналізу конкретних чинників, важливих для економіки (наприклад, банківської справи).
Деякі впливові підходи минулого, такі як історична школа економіки та інституціональна економіка, перестали існувати або зменшили свій вплив, і зараз вважаються неортодоксальними (гетеродоксальними) підходами. Інші давні неортодоксальні школи економічної думки включають Австрійську школу економіки та марксистську економіку. 
Деякі новітні течії в економічній думці, такі як феміністична економіка та екологічна економіка, адаптують і критикують основні підходи з акцентом на конкретних питаннях, а не розвиваються як самостійні школи.

## Сучасна економічна думка

### Мейнстрімна економіка
Мейнстрімна економіка відрізняється в загальній економіці від гетеродоксальних підходів і шкіл в економіці. Вона починається з припущення, що ресурси є обмеженими і що необхідно вибирати між конкуруючими альтернативами. Тобто економіка має справу з компромісами. В умовах дефіциту вибір однієї альтернативи означає відмову від іншої альтернативи - виникає поняття альтернативної вартості. Альтернативна вартість виражає неявний зв'язок між конкуруючими альтернативами. Такі витрати, які в ринковій економіці розглядаються як ціни, використовуються для аналізу економічної ефективності або для прогнозування реакції на збурення на ринку. У плановій економіці для ефективного використання ресурсів мають бути дотримані співставні тіньові цінові відносини, як це вперше продемонстрував італійський економіст Енріко Бароне.
Економісти вважають, що стимули та витрати відіграють важливу роль у прийнятті рішень. Безпосереднім прикладом цього є споживча теорія індивідуального попиту, яка виокремлює, як ціни (як витрати) та дохід впливають на кількість попиту. Сучасна мейнстрімна економіка має підґрунтя в неокласичній економіці, яка почала розвиватися наприкінці 19-го століття. Мейнстрім-економіка також визнає існування ринкової неспроможності та ідеї кейнсіанської економіки, найбільш сучасні в макроекономічному новому неокласичному синтезі. Вона використовує моделі економічного зростання для аналізу довгострокових змінних, що впливають на національний дохід. Вона використовує теорію ігор для моделювання ринкової або неринкової поведінки. Деякі важливі уявлення про колективну поведінку (наприклад, виникнення організацій) були включені в нову інституціональну економіку. Визначення, яке охоплює більшу частину сучасної економіки, належить Лайонелу Роббінсу в есе 1932 року: "наука, яка вивчає людську поведінку як взаємозв'язок між цілями і дефіцитними засобами, які мають альтернативне використання". Дефіцит означає, що наявних ресурсів недостатньо для задоволення всіх бажань і потреб. За відсутності дефіциту та альтернативного використання наявних ресурсів не існує економічної проблеми. Визначений таким чином предмет включає в себе вивчення вибору, на який впливають стимули і ресурси.
Економічний мейнстрім охоплює широкий (але не безмежний) спектр поглядів. З політичної точки зору, більшість економістів мейнстріму дотримуються поглядів, що варіюються від laissez-faire до сучасного лібералізму. Існують також різні погляди на певні емпіричні твердження в макроекономіці, такі як ефективність експансіоністської фіскальної політики за певних умов.
Суперечки в межах основної течії макроекономіки, як правило, характеризуються незгодою щодо переконливості окремих емпіричних тверджень (наприклад, прогностичної сили конкретної моделі) і в цьому відношенні відрізняються від більш фундаментальних конфліктів щодо методології, які були характерні для попередніх періодів (наприклад, між монетаристами та неокейнсіанцями), коли економісти різних шкіл не погоджувалися з тим, чи є певна робота легітимним внеском у цю галузь[7].

### Сучасна неортодоксальна економіка
Наприкінці 19-го століття ряд неортодоксальних (гетеродоксальних) шкіл змагалися з неокласичною школою, що виникла після маржіналістської революції. Більшість з них дожили до наших днів як самосвідомі дисидентські школи, але зі значно зменшеним розміром і впливом порівняно з мейнстрімною економічною наукою. Найбільш значущими з них є інституціональна економіка, марксистська економіка та Австрійська школа.
Розвиток кейнсіанської економіки був суттєвим викликом для домінуючої неокласичної економічної школи. Кейнсіанські погляди увійшли в мейнстрім в результаті неокласичного синтезу, розробленого Джоном Хіксом. Зростання кейнсіанства та його включення в основну економічну теорію зменшило привабливість неортодоксальних шкіл. Однак прихильники більш фундаментальної критики неокласичної економіки сформували школу посткейнсіанської економіки.
Гетеродоксальні підходи часто втілюють критику підходів мейнстрімної економіки. Наприклад:
- феміністична економіка критикує оцінку праці та стверджує, що жіноча праця систематично недооцінюється;
- зелена економіка критикує випадки екстерналізації та нематеріальних екосистем і стверджує, що вони повинні бути включені в модель матеріальних капітальних активів як природний капітал; і
- посткейнсіанська економіка не погоджується з поняттям довгострокової нейтральності попиту, стверджуючи, що для конкурентної ринкової економіки не існує природної тенденції до досягнення повної зайнятості.

Інші точки зору на економічні питання з-поза меж мейнстрімної економіки включають теорію залежності та теорію світових систем у вивченні міжнародних відносин.

## Економічні школи
Стародавні
- греко-романська
- індійська
- перська
- китайська
- Саламанкська школа

Передсучасні
- меркантилісти
- фізіократи

Сучасні
- класична школа

## Школи ХХ століття
- Теорія суспільного вибору
- Школа неокейнсіанства
- Неокласична економіка
- Еволюційна економіка
- Австрійська школа
- Фрайбурзька школа
- Кейнсіанська школа
  - Посткейнсіанство
  - Неокейнсіанство
  - Нове
- Лозанська школа
- Стокгольмська[en]
- Марксистська школа
- Інституціональна економіка
- Неорикардіансство
- Конституційна економіка
- Кембриджська школа економіки
- Чиказька школа

| Школа                                                             | Внесок у розвиток науки                                                                           | Видатні представники                                                                          |
| ----------------------------------------------------------------- | ------------------------------------------------------------------------------------------------- | --------------------------------------------------------------------------------------------- |
| Класична школа — 1860 — по нинішній час                           | 1. Наукове управління 2. Хронометраж 3. Функції управління. 4. Адміністративне управління         | Гант — 1900 Девіс — 1935 Тейлор — 1911 Урвік — 1943 Черч — 1914 Файоль — 1916 Рейлі —1931     |
| Поведінкова школа (бігевіористська) Японія 1940 — по нинішній час | 1. Прикладна мотивація. 2. Професійні менеджери. 3. Управління загалом.                           | Мойо — 1945 Барнард — 1940 Пітер Друкер — 1954 Макгренер — 1960 Чермен — 1957 Форестор — 1961 |
| Школа управлінської науки. Європа                                 | 1. Дослідження операцій. 2. Моделювання. 3. Теорія ігор. 4. Теорія рішень. 5. Математика моделей. | Райфа — 1911 Маслов — 1965 Тейлор — 1911                                                      |